# Heinrich Wuttke
Johann Karl Heinrich Wuttke, född 12 februari 1818 i Brieg i Schlesien, död 14 juni 1876 i Leipzig, var en tysk historiker.
Wuttke, som var son till borgmästaren i Brieg, blev 1841 privatdocent vid Leipzigs universitet, där hans livfulla föreläsningar i historia och dess hjälpvetenskaper samlade en stor lärjungeskara omkring honom och där han 1848 utnämndes till ordinarie professor. 
Wuttke deltog med passion i det politiska livet; han uppträdde med sitt arbete Polen und Deutsche (andra upplagan 1847) emot panslavismen, var 1848 medlem av Vorparlamentet och tyska parlamentet, där han hörde till stortyska partiet samt uppträdde med skärpa emot Preussens hegemoni och de åsikter, som segrade 1866.